# Карлсон-Бредберг, Мина
Вильгельмина Карлсон-Бредберг, известная как Мина Карлсон-Бредберг (швед. Mina Carlson-Bredberg; 2 сентября 1857, Стокгольм — 9 июня 1943, там же) — шведская художница, писавшая преимущественно портреты, пейзажи и жанровые сцены.

## Биография и творчество
Вильгельмина Бредберг родилась в 1857 году в Стокгольме. Она происходила из обеспеченной и образованной семьи: её отцом был государственный советник Хенрик Вильгельм Бредберг, а дядей — публицист и критик Ларс Юхан Йерта.
Первыми учителями Вильгельмины были шведские художницы Керстин Кардон и Аманда Сидваль. В 1877 году художница вышла замуж за Вильгельма Свалина. Ранний брак надолго прервал её занятия искусством, и лишь расторгнув его семь лет спустя она смогла уехать в Париж и продолжить обучение живописи в Академии Жюлиана. Её учителями в академии были Жюль Лефевр, Гюстав Буланже и Тони Робер-Флёри. Позднее она также училась у Каролюс-Дюрана.

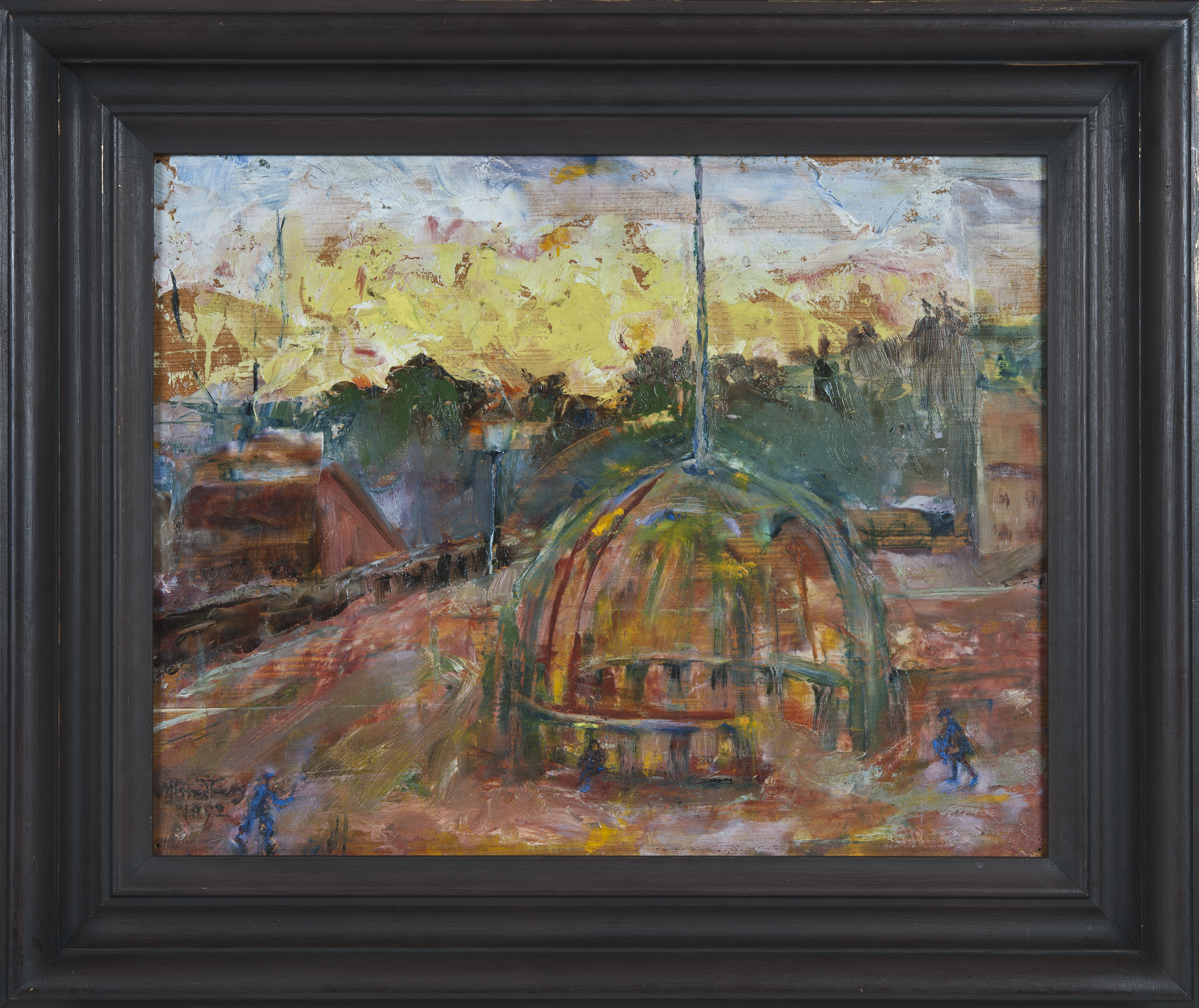
Рассвет в Сёдертелье. 1892

Мина Бредберг выставляла свои работы в Салоне 1887 и 1890 годов, а её автопортрет получил похвальные отзывы на Всемирной выставке 1889 года. В 1890 году художница вернулась в Стокгольм и преподавала в художественной школе Элизабет Кейзер, с которой вместе училась в Академии Жюлиана. Она также побывала в Англии, где познакомилась с Льюисом Форманом Деем, представителем движения «Искусства и ремёсла». Вероятно, что английская живопись, в частности, работы Тёрнера и Уистлера, оказали влияние на её творчество этого периода.
В 1895 году Мина Бредберг повторно вышла замуж за Георга Карлсона; этот брак продолжался вплоть до смерти последнего в 1920 году. Она умерла в 1943 году в Стокгольме.